# Comando da Luta Boru-Quere
Das Comando da Luta Boru-Quere (port.: Kampfkommando Boru-Quere) war eine Fraktion der osttimoresischen FRETILIN unter der Führung von Aquiles Freitas Soares.

## Hintergrund
1974 wurde die portugiesische Diktatur durch die Nelkenrevolution gestürzt und man begann die Kolonien auf die Unabhängigkeit vorzubereiten. Im damaligen Portugiesisch-Timor kam es 1975 zum Machtkampf zwischen der linksorientierten FRETILIN und der União Democrática Timorense UDT. Portugals letzter Gouverneur Mário Lemos Pires zog sich zurück und die FRETILIN rief nach ihrem Sieg am 28. November 1975 die Unabhängigkeit Osttimors aus. Zwischenzeitlich hatte aber Indonesien begonnen die Grenzgebiete zu besetzen und am 7. Dezember begann offiziell eine großangelegte Invasion in das Nachbarland. Die FRETILIN führte ab dieser Zeit mit ihrem bewaffneten Arm, der FALINTIL einen Abwehr- und Befreiungskampf gegen die Indonesier.

## Das Kommando
Im Februar 1976 wurden neun Zivilisten in Venilale von lokalen FRETILIN-Kommandanten ermordet, weil man sie der Kollaboration mit den Indonesiern beschuldigte. Unter anderem waren dies Maria Boavida, ihr Mann, dessen Onkel und drei ihrer Söhne. Maria Boavida war die jüngere Schwester von António Freitas, einem Freund von Aquiles Freitas Soares, der zu diesem Zeitpunkt stellvertretender Kommandant des Sektors Mittlerer Osten war. Am 23. Februar tötete António Freitas mit einigen Männern die beiden FRETILIN-Kommandanten, die für die Morde in Venilale verantwortlich gewesen sein sollen, Januario Ximenes und Julio da Silva. Drei Tage später gründete Soares, in Uaibitae (Suco Letemumo), nahe dem Matebian, eine eigene, halbautonome Einheit, das Comando da Luta Boru-Quere. Sein Stellvertreter wurde António Freitas. Die Gruppe um Soares war gut ausgerüstet, da Soares Waffen und Munition aus Atabae mitgebracht hatte. Zudem hatte sein Verbündeter, der Unteroffizier Ponciano dos Santos, während des Bürgerkriegs Waffen aus dem portugiesischen Arsenal in Taibesi (Dili) erbeutet. Santos wurde zum Chef des Sicherheitskomitees des Kommandos ernannt. João Teodosio de Lima und Augusto Pires, zwei Pater und ehemalige UDT-Führer, wurden Mitglieder des Politik- und Verwaltungskomitee, die Priester Elígio Locatelli und Luis da Costa Berater.
Zu dieser Zeit nahmen die ideologischen Meinungsverschiedenheiten innerhalb der FRETILIN zu. Man konnte sich nicht darüber einigen, ob der Widerstand zentral kontrolliert werden sollte, inwieweit der Marxismus mit der traditionellen Religion und Kultur Osttimors vereinbar sei und über die Rolle der traditionellen Herrscher. Soares stellte sich dabei immer mehr gegen das Zentralkomitee der FRETILIN und das Kommissariat des Sektors Mittlerer Osten Cascol (Comissariado do Sector Centro Leste) unter Vicente dos Reis. Gerüchte kamen auf, Soares wolle Sahe ermorden und einen Putsch durchführen.
Im Mai 1976 traf sich das Kommando unter Soares mit Vertretern der FRETILIN unter der Führung von Sahe in der Schule von Quelicai zur Beilegung des Konflikts. Soares forderte dabei die Beförderung zum Kommandanten der Region II (Baucau), weigerte sich aber Waffen an andere FALINTIL-Einheiten abzutreten. Außerdem verlangte er, dass die Flüchtlinge aus Venilale, die in Uaibitae Zuflucht gesucht hatten, zurückkehren können. Ein weiterer Streitpunkt war die marxistisch-leninistische Ausrichtung der FRETILIN.
Nach einer bewaffneten Auseinandersetzung zwischen der FRETILIN-Führung und der Gruppe um Soares kam es am 28. Oktober nochmals zu einem Treffen zwischen ihnen in Uaibitae. Soares hatte man überredet, unbewaffnet zu kommen. Prompt wurden er und 35 seiner Männer von einer FRETILIN-Einheit aus Lobito gefangen genommen. Unter den Gefangenen waren auch Fernando da Sousa, der Liurai von Uatucarbau und Adelino de Carvalho, der Liurai von Uato-Lari. António Freitas und Augusto Pires wurden nach Baguia gebracht, die anderen über Ulusu (Uato-Lari, Viqueque) nach Lobito, wo sie an das Zentralkomitee der FRETILIN übergeben wurden. Dieses war in der Meinung geteilt, was mit Soares geschehen sollte. Schließlich befahlen Mitglieder des Zentralkomitees die Hinrichtung von Soares und seiner Anhänger. Zwischen Dezember 1976 und Januar 1977 wurden Soares, Ponciano dos Santos und João Teodoso de Lima in Lobito hingerichtet, António Freitas in Baguia. Die anderen, darunter Fernando da Sousa und Adelino de Carvalho, wurden zur politischen Umerziehung in ein Lager (Campos de Rehabilitação Nacional, Renal) geschickt.

## Belege
- „Chapter 7.2 Unlawful Killings and Enforced Disappearances“ (PDF; 2,5 MB) aus dem „Chega!“-Report der CAVR (englisch)